# Gwendoline Christie
Gwendoline Tracey Philippa Christie (Worthing, 28 de outubro de 1978), mais conhecida como Gwendoline Christie, é uma atriz e modelo britânica. Ela é mais conhecida por interpretar a guerreira Brienne de Tarth na série de televisão Game of Thrones da HBO, pela qual recebeu uma indicação ao Emmy Awards de melhor atriz coadjuvante em série dramática, em 2019, e Lexi na série Os Feiticeiros vs Aliens. Christie nasceu em Worthing, West Sussex, e cresceu em um vilarejo perto da South Downs. Treinou como ginasta semi-profissional desde criança, mas uma lesão na coluna a obrigou a abandonar essa carreira. Se formou na Drama Centre London, em 2005. Em abril de 2014 Christie foi escalada para o papel de comandante de Lyme para os dois últimos filmes da saga The Hunger Games, e mais recentemente como parte do elenco de Star Wars: The Force Awakens como uma das vilãs do filme, Capitã Phasma. Game of Thrones terminou em 2019, em sua oitava temporada ; por sua atuação na temporada final, Christie recebeu sua primeira indicação ao Primetime Emmy Awards de Melhor Atriz Coadjuvante em Série Dramática ; ela também recebeu uma segunda indicaçãp ao Saturn Awards de melhor atriz coadjuvante. Desde 2013 namora com o estilista Giles Deacon.

## Filmografia
| Título                                    | Ano       | Papel              | Notas            |
| ----------------------------------------- | --------- | ------------------ | ---------------- |
| O Mundo Imaginário do Dr. Parnassus       | 2009      | Shopper            |                  |
| Game of Thrones                           | 2012      | Brienne            | 42 episódios     |
| Wizards Vs Aliens                         | 2012      | Lexi               | Recorrente       |
| Top of the Lake                           | 2013      | Miranda Hilmarson  | 6 episódios      |
| The Zero Theorem                          | 2013      | Figurante          |                  |
| The Hunger Games: A Esperança Parte 1     | 2014      | Comandante de Lyme |                  |
| The Hunger Games: A Esperança Parte 2     | 2015      | Comandante de Lyme |                  |
| Star Wars: O Despertar da Força           | 2015      | Capitã Phasma      |                  |
| Absolutely Fabulous: O Filme              | 2016      | Ela mesma          |                  |
| Star Wars: Os Últimos Jedi                | 2017      | Capitã Phasma      |                  |
| Star Wars: A Resistência                  | 2017      | Capitã Phasma      | Voz              |
| The Darkest Minds                         | 2018      | Lady Jane          |                  |
| Bem-vindo a Marwen                        | 2018      | Anna               |                  |
| In Fabric                                 | 2018      | Gwen               | Pós-produção     |
| A vida Extradionária de David Copperfield | 2019      | Jane               |                  |
| Our Friend                                | 2019      | Teresa             |                  |
| The Sandman                               | 2022-2025 | Lúcifer            | Elenco principal |
| Wednesday                                 | 2022      | Larissa Weems      | Elenco principal |